# Bernardino Luini
Bernardino Luini (født mellem 1475 og 1480 i Luino ved Lago Maggiore, død juni 1532 i Milano) var en italiensk maler. Luini var elev af St. Scotto, synes først at have uddannet sig efter Bramantino; senere droges han så stærkt af Lionardos kunst, at han blev en af den milanesiske skoles mest fremragende og typiske repræsentanter (flere af hans staffelibilleder er gået under Lionardos navn); naiv og oprindelig indoptog han dog kun, hvad der passede hans naturel, af Lionardos kunst; medens han således ikke fulgte mesterens storladne, beregnende kompositionskunst, og ofte her netop viste sin ånds begrænsning, fortsatte han den Lionardoske tråd i gengivelsen af det ungdomsskønne og sjælfulde, smilets sødme, farvens Ynde, og hans stille andagtsbilleder kan have en uovertræffelig, huldsalig skønhedens Inderlighed, en hjertevindende, mild elskværdighed og en farvernes tryllende finhed og blødhed. Han virkede især i og om Milano, i Chiaravalli, Legnano, Saronno, Como, Lugano. Et karakteristisk arbejde fra Luinis ungdom er Pieta i S. M. della Passione i Milano. Denne by er i det hele rig på fresker af Luini; dem i S. Maurizio (Monastero Maggiore), hvor L. bl. har malet Hyppolita Sforza, de mange i Brera-Samlingen (nedtagne fra omegnens kirker): hovedværket Madonna med S. Antonius og S. Barbara, Madonna velsignende en Nonne, Adonis’ fødsel og (et af tidens skønneste Værker) Engle, der svævende gennem luften bærer den hellige Katharina’s lig til graven (skåret ned fra Casa la Pelucca ved Monza, ligesom Vulkan smedende Amor’s Våben i Louvre) og den ved Farvernes Kraft og Portrætterne ejendommelige freske Kristi Bespottelse i Ambrosiana. Andre fresker: Europas Rov (fra Casa Rabia i Milano. Hovedparten i Berlins Kaiser-Friedrich-Museum, andre dele bl.a. Museum Condé i Chantilly, Wallace-Samlingen i London), Kongernes Tilbedelse i Louvre, og så fremdeles. Til Luinis fresko-hovedværker (fra senere tid) hører de mange i Valfartkirken i Saronno (Kongernes Tilbedelse, Fremstillingen i Templet, Maria’s Formæling etc.) og udsmykningen af Sankt Maria degli Angeli i Lugano (det kolossale Passion (1529) over korindgangen med den skønne Johannes-skikkelse, i det hele et af tidens ypperste værker, Sankt Sebastian m. v. på Pillerne, Madonna-Lunetten etc.). Af Luinis talrige staffelibilleder anføres bl.a.: det store alterbillede i 7 afdelinger i Legnano, Salome med Johannes Døberens Hoved (Uffizi, Firenze); »Modestia e Vanita« (Sciarra, Rom) og en række billeder i Brera og Ambrosiana i Milano, galleri Poldi, Comos Domkirke. Uden for Italien: Kristus bl. de skriftkloge (London), en hl. Familie (Louvre), endvidere billeder i Mus. i Berlin, München, Wien, Sankt Petersborg og Madrid. I Danmark er Luinis kunst repræsenteret med to skønne værker: en hellig Katharina i Kunstmus. i København og Madonna med Kristus-Barnet i Nivaagaard-Samlingen. Af navnet Luini nævnes som kunstnere: Aurelio, Evangelista og Piero, muligvis Sønner af Bernardino Luini.